# Rómulo Gallegos (Andrés Eloy Blanco)
Pour les articles homonymes, voir Gallegos.
Rómulo Gallegos est l'une des deux paroisses civiles de la municipalité d'Andrés Eloy Blanco dans l'État de Sucre au Venezuela. Sa capitale est San Vicente.

## Géographie

### Démographie
Hormis sa capitale San Vicente, la paroisse civile possède plusieurs localités, toutes situées sur la route nationale T10 reliant Casanay à Caripito :
- Agua Blanca
- Caliche
- Caño de Cruz
- Carrizales
- Costilla de Vaca
- Domingo
- El Arado
- El Tamarindo
- La Palencia
- Los Arenales
- Los Cocos
- Pueblo Nuevo
- Parare
- Picapiedra
- Remigio
- Río del Berro
- Río Cristalino
- Río Grande
- Río del Medio
- Río Viejo
- San Miguel
- San Vicente
- Victoria